# 皮斯基 (博布羅維齊亞區)
皮斯基（烏克蘭語：Піски）是位於烏克蘭北部切爾尼戈夫州裏尼任區的村莊，始建於1650年，面積3.97平方公里，海拔高度126米，2006年人口712，人口密度每平方公里189.6人。